# فاطمه گراشی
فاطمه عبدالحمید گراشی (زادهٔ ۲۶ مارس ۱۹۸۶)، شناگر بحرینی ایرانی‌تبار است. او اولین زنی بود که به نمایندگی از بحرین در المپیک شرکت کرد.
او نمایندهٔ بحرین در المپیک تابستانی ۲۰۰۰ در سیدنی بود و در شنای ۵۰ متر آزاد زنان شرکت کرد. گراشی در سن دوازده‌سالگی، جوان‌ترین شرکت‌کننده بین تمام ورزشکاران رشته‌های مختلف و از ملیت‌های مختلف در المپیک سیدنی بود. او مسابقه‌اش را بیش از ۱۲ ثانیه زودتر از پائولا باریلا بولوپا از گینهٔ استوایی و با زمان ۵۱٫۱۵ ثانیه به پایان رساند، اما طبق گزارش‌ها به دلیل تکان خوردن در بلوک‌های شروع، زودتر از همه وارد آب شده و محروم شد؛ چرا که او نخستین نفر در خط شروع نبود و زودتر وارد شدنش به آب، خطا تلقی شد.
روزنامهٔ تایمز «روح شرکت در المپیک» و «مسابقهٔ شجاع و فنی» او را ستود. گاردین نیز مشارکت او را به عنوان تطابق با «روح واقعی المپیک» ستود. دیلی تلگراف او را به عنوان «پیشگام زنان مسلمان عرب در ورزشی که در آن خلع لباس شرکت‌کنندگان مشکلات مذهبی و فرهنگی ایجاد می‌کند» توصیف کرد. طبق گزارش‌ها، شرکت او در المپیک بخشی از تلاش‌های اعلام‌شدهٔ دولت بحرین برای ترویج «برابری در ورزش» بود. فاطمه گراشی در واقع همراه با مریم محمدهادی الحلی - ورزشکار دو و میدانی - یکی از نخستین نمایندگان تاریخ بحرین بود که در بخش زنان، بحرین را نمایندگی می‌کرد. اگرچه دو زن قبلاً برای بحرین در دو و میدانی بازی‌های پارالمپیک در سال ۱۹۸۴ شرکت کرده بودند.